# Brahim Díaz
Brahim Abdelkader Díaz (Barrio Dos Hermanas, Málaga, 3 de agosto de 1999) es un futbolista hispanomarroquí que juega de centrocampista en el Real Madrid C. F. de la Primera División de España. Desde 2024 es internacional absoluto con la selección de Marruecos.

## Trayectoria

### Inicios y juventud en Mánchester
Brahim se inició como futbolista con seis años en la U. D. Mortadelo y en el C. D. Tiro Pichón, clubes de su ciudad natal. A los siete años, fue fichado por el Málaga y jugó en las divisiones infantiles. En mayo de 2010, fue elegido jugador revelación del Torneo Nacional Alevín celebrado en Estepona. Su gran habilidad llamó la atención de otros clubes, como el FC Barcelona o el Real Madrid.
El director de la cantera del FC Barcelona, Albert Puig, llegó a un acuerdo con sus padres para ficharle en junio de 2011. Pero el propietario del Málaga le ofreció unas mejores condiciones, por lo que Brahim continuó en el Infantil B del club malagueño. Al año siguiente el club blaugrana hizo una oferta oficial por el niño; pero no llegaron a un acuerdo debido a que el club malacitano solicitaba 300.000 euros por su fichaje, más 4,5 millones en variables.
El 1 de diciembre de 2013, el Málaga acordó con el Manchester City el traspaso de Brahim, por un precio de 300 000 euros más variables por objetivos. El entrenador del City, Manuel Pellegrini, fue clave en la negociación con el Málaga, debido a su buena relación con ellos por su exitosa etapa en el club. Pasó varias semanas de preparación y en enero de 2014 viajó con la sub-16 del Manchester City para jugar la Al Kass International Cup en Doha, a pesar de tener un año menos de la correspondiente a la categoría. El 21 de octubre de 2015, debutó de manera oficial en la Liga Juvenil de la UEFA, partido correspondiente a la fase de grupos. Entró al terreno de juego en el minuto 62 para jugar contra el Sevilla y el partido finalizó con marcador de 1-1.
Brahim debutó como profesional el 21 de septiembre de 2016, en un partido de la Copa de la Liga. Entró en el minuto 81 sustituyendo a Kelechi Iheanacho, utilizó la camiseta número 55 y el City ganó 1-2 contra el Swansea City. Disputó su primer partido con diecisiete años y cuarenta y nueve días. El 21 de noviembre de 2017, debutó en Liga de Campeones en un encuentro ante el Feyenoord en el Etihad Stadium. Dos meses después debutó en Premier League ante el Newcastle. El 1 de noviembre de 2018, marcó sus primeros goles con el club inglés en la victoria por 2 a 0 ante el Fulham en la Copa de la Liga.

### Etapa en Madrid y cesión a Milán
El 6 de enero de 2019, se hizo oficial su fichaje hasta 2025, traspaso por el que el Real Madrid pagó al club inglés 17 millones de euros fijos más siete en variables por el jugador. Debutó de forma oficial el miércoles 9 de enero en Copa del Rey contra el Club Deportivo Leganés, sustituyendo a Vinícius Júnior en el minuto 78 del partido de ida de los octavos de final.
El 4 de septiembre de 2020, el club blanco anunció su cesión al A. C. Milan hasta el 30 de junio de 2021. El 17 de julio de 2021, se prorrogó su cesión por 2 temporadas más, con una opción de compra de 22 millones, guardándose el Real Madrid una opción de recompra por 27 millones. Con el título de liga conquistado con el club rossonero se convierte en el tercer futbolista en ganar la liga en España, Italia e Inglaterra, tras Cristiano Ronaldo y Danilo.

## Selección nacional

### Selección de España
En mayo de 2016, participó en el Europeo sub-17, donde la selección española quedó subcampeona tras perder en la tanda de penaltis ante Portugal. Brahim fue uno de los máximos goleadores del torneo con tres tantos. Entre noviembre de 2016 y marzo de 2018, fue internacional sub-19; aunque el combinado nacional falló para clasificarse para el Europeo en los dos años.
El 1 de septiembre de 2017, debutó con la selección sub-21 en un amistoso ante Italia. Su debut, con apenas dieciocho años, le convirtió en uno de los debutantes más jóvenes de la selección. Marcó dos goles en su segundo partido contra la selección de islas Feroe.
El 8 de junio de 2021, debutó con la selección absoluta, convirtiendo un gol en la victoria 4-0 frente a Lituania en un amistoso.

#### Goles internacionales con España
| N.º | Fecha              | Estadio                                | Rival    | Gol | Resultado | Competición |
| --- | ------------------ | -------------------------------------- | -------- | --- | --------- | ----------- |
| 1   | 8 de junio de 2021 | Municipal de Butarque, Leganés, España | Lituania | 2-0 | 4-0       | Amistoso    |

### Selección de Marruecos
El 11 de marzo de 2024, Brahim decidió jugar con Marruecos y descartar a España. Brahim habría elegido jugar con la selección marroquí al no recibir garantías de ser convocado por Luis de la Fuente, según AS, mientras que sí la tuvo por parte del seleccionador marroquí Walid Regragui.

## Vida personal
Brahim nació en Málaga. Su madre, Patricia Díaz, española, nació en Málaga y su padre, Sufiel Abdelkader, marroquí, nació en Melilla.En Málaga, tuvo su educación Secundaria en el Colegio El Romeral.

## Estadísticas

### Clubes
Actualizado al último partido disputado el 24 de mayo de 2025.
| Club                             | Div.          | Temporada     | Liga  | Liga  | Liga   | Copas nacionales | Copas nacionales | Copas nacionales | Copas internacionales | Copas internacionales | Copas internacionales | Total | Total | Total  |
| Club                             | Div.          | Temporada     | Part. | Goles | Asist. | Part.            | Goles            | Asist.           | Part.                 | Goles                 | Asist.                | Part. | Goles | Asist. |
| -------------------------------- | ------------- | ------------- | ----- | ----- | ------ | ---------------- | ---------------- | ---------------- | --------------------- | --------------------- | --------------------- | ----- | ----- | ------ |
| Manchester City F. C. Inglaterra | 1.ª           | 2016-17       | 0     | 0     | 0      | 1                | 0                | 0                | 0                     | 0                     | 0                     | 1     | 0     | 0      |
| Manchester City F. C. Inglaterra | 1.ª           | 2017-18       | 5     | 0     | 0      | 2                | 0                | 0                | 3                     | 0                     | 0                     | 10    | 0     | 0      |
| Manchester City F. C. Inglaterra | 1.ª           | 2018-19       | 0     | 0     | 0      | 4                | 2                | 0                | 0                     | 0                     | 0                     | 4     | 2     | 0      |
| Manchester City F. C. Inglaterra | Total club    | Total club    | 5     | 0     | 0      | 7                | 2                | 0                | 3                     | 0                     | 0                     | 15    | 2     | 0      |
| Real Madrid C. F. · España       | 1.ª           | 2018-19       | 9     | 1     | 2      | 2                | 0                | 0                | 0                     | 0                     | 0                     | 11    | 1     | 2      |
| Real Madrid C. F. · España       | 1.ª           | 2019-20       | 6     | 0     | 0      | 3                | 1                | 1                | 1                     | 0                     | 0                     | 10    | 1     | 1      |
| A. C. Milan · Italia             | 1.ª           | 2020-21       | 27    | 4     | 3      | 2                | 0                | 0                | 10                    | 3                     | 0                     | 39    | 7     | 3      |
| A. C. Milan · Italia             | 1.ª           | 2021-22       | 31    | 3     | 3      | 4                | 0                | 1                | 5                     | 1                     | 1                     | 40    | 4     | 5      |
| A. C. Milan · Italia             | 1.ª           | 2022-23       | 33    | 6     | 7      | 2                | 0                | 0                | 10                    | 1                     | 1                     | 45    | 7     | 8      |
| A. C. Milan · Italia             | Total club    | Total club    | 91    | 13    | 13     | 8                | 0                | 1                | 25                    | 5                     | 2                     | 124   | 18    | 16     |
| Real Madrid C. F. · España       | 1.ª           | 2023-24       | 31    | 8     | 7      | 4                | 2                | 1                | 9                     | 2                     | 1                     | 44    | 12    | 9      |
| Real Madrid C. F. · España       | 1.ª           | 2024-25       | 31    | 4     | 2      | 8                | 0                | 4                | 13                    | 2                     | 1                     | 52    | 6     | 7      |
| Real Madrid C. F. · España       | Total club    | Total club    | 77    | 13    | 11     | 12               | 3                | 6                | 23                    | 4                     | 2                     | 117   | 20    | 19     |
| Total carrera                    | Total carrera | Total carrera | 173   | 26    | 24     | 27               | 5                | 7                | 51                    | 9                     | 4                     | 251   | 40    | 35     |
| 1. 2. 3.                         |               |               |       |       |        |                  |                  |                  |                       |                       |                       |       |       |        |

### Hat-tricks
| 1 | 18 de noviembre de 2024 | Stade d'Honneur, Uchda | Marruecos - Lesoto |  | 7 - 0 | Clasificación Copa Africana de Naciones 2025 |

## Palmarés

### Títulos nacionales
| Título             | Club                  | País       | Año  |
| ------------------ | --------------------- | ---------- | ---- |
| Copa de la Liga    | Manchester City F. C. | Inglaterra | 2018 |
| Campeonato de Liga | Manchester City F. C. | Inglaterra | 2018 |
| Community Shield   | Manchester City F. C. | Inglaterra | 2018 |
| Supercopa          | Real Madrid C. F.     | España     | 2020 |
| Campeonato de Liga | Real Madrid C. F.     | España     | 2020 |
| Campeonato de Liga | A. C. Milan           | Italia     | 2022 |
| Supercopa          | Real Madrid C. F.     | España     | 2024 |
| Campeonato de Liga | Real Madrid C. F.     | España     | 2024 |

### Títulos internacionales
| Título                           | Club              | Sede     | Año  |
| -------------------------------- | ----------------- | -------- | ---- |
| Liga de Campeones                | Real Madrid C. F. | Londres  | 2024 |
| Supercopa de Europa              | Real Madrid C. F. | Varsovia | 2024 |
| Copa Intercontinental de la FIFA | Real Madrid C. F. | Catar    | 2024 |

### Distinciones individuales
| Distinción                                                                              | Año  |
| --------------------------------------------------------------------------------------- | ---- |
| Máximo goleador de la Clasificación para la Copa Africana de Naciones de 2025 (7 goles) | 2025 |